# Paperboy 2
Paperboy 2 är en uppföljare till datorspelet Paperboy. Det släpptes 1991-1992 för ett stort antal konsoler. Medan Paperboy debuterade i arkader och senare överfördes till konsoler, släpptes det här spelet bara för konsoler. Det släpptes för Amiga, Amstrad CPC, Atari ST, MS-DOS, Game Boy, Game Gear, Sega Mega Drive/Genesis, NES, SNES och ZX Spectrum.